# Matrimonio igualitario en las Islas Georgias del Sur y Sandwich del Sur
El matrimonio igualitario es legal en las Islas Georgias del Sur y Sandwich del Sur desde el 13 de marzo de 2014, de conformidad con la ley vigente en Inglaterra y Gales, aunque el Ministerio de Relaciones Exteriores y de la Mancomunidad de Naciones solo actualizó su página web de consejos de viaje para incluir una nota al respecto en enero de 2018. Las Islas Georgias del Sur y Sandwich del Sur, a pesar de no tener población permanente, fueron el primer territorio británico de ultramar en reconocer el matrimonio entre personas del mismo sexo.

## Antecedentes
Georgia del Sur fue reclamada por el capitán James Cook para el Reino de Gran Bretaña en 1775. En 1908, el Reino Unido estableció acuerdos constitucionales para su posesión de Georgia del Sur y anexó formalmente las Islas Sandwich del Sur. Las islas estaban gobernadas como Dependencias de las islas Malvinas.
La Ordenanza sobre el Matrimonio de 1949, que se aplica tanto a las Islas Malvinas como a las Islas Georgias del Sur y Sandwich del Sur, se promulgó el 31 de diciembre de 1949. La ordenanza prevé la expedición de licencias de matrimonio y faculta al gobernador de las Islas Malvinas (actualmente comisionado de las Islas Georgias del Sur y Sandwich del Sur) para nombrar registradores que lleven a cabo la ceremonia matrimonial. El artículo 3 de la ordenanza establece:

Todo matrimonio (1) que según la ley de Inglaterra sería válido; [...] será buena y válida para todos los efectos

La ordenanza no prohíbe explícitamente el matrimonio entre personas del mismo sexo y utiliza un lenguaje neutral en cuanto al género con respecto a los cónyuges casados. Las formas de matrimonio previstas por la ordenanza no requieren los nombres de la "novia" y del "novio", sino los nombres de ambas "partes". Además, no define el término "matrimonio". No obstante, el matrimonio entre personas del mismo sexo se consideraba nulo ab initio en el derecho consuetudinario y, como tal, las parejas del mismo sexo no podían casarse en las islas. La ordenanza fue derogada en las Islas Malvinas en 1996, pero seguía en vigor en las Islas Georgias del Sur y Sandwich del Sur.
Las Islas Georgias del Sur y Sandwich del Sur dejaron de ser administradas como dependencia de las Islas Malvinas y se convirtieron en su propio territorio independiente con la promulgación de la Orden de 1985 de las Islas Georgias del Sur y Sandwich del Sur por el Consejo Privado en 1985. La Orden establece un comisionado, que tiene autoridad para dictar leyes en el territorio; legislación primaria conocida como "ordenanzas" y legislación secundaria conocida como "órdenes y reglamentos". El Gobierno del Reino Unido también podrá dictar leyes que sean directamente aplicables al territorio, generalmente en materia de relaciones internacionales. En lo que respecta a cuestiones no cubiertas por la legislación local o la legislación del Reino Unido aplicada directamente, entonces, de conformidad con la Ordenanza sobre Interpretación y Cláusulas Generales de 1977, la ley vigente en Inglaterra y Gales estará vigente en las Islas Georgias del Sur y Sandwich del Sur "en la medida en que según lo permitan las circunstancias y siempre que no sean incompatibles ni inaceptables con ninguna Ordenanza u Orden del Consejo".

## Ley de matrimonio entre personas del mismo sexo
El 17 de julio de 2013, la reina Isabel II otorgó el consentimiento real a la Ley de Matrimonio (Parejas del Mismo Sexo) de 2013, que legalizó el matrimonio entre personas del mismo sexo en Inglaterra y Gales. El Anexo 3 de la Ley establece que "En la legislación existente de Inglaterra y Gales: (a) se debe interpretar que una referencia al matrimonio incluye una referencia al matrimonio de una pareja del mismo sexo; (b) se debe interpretar que una referencia a una pareja casada incluye una referencia a una pareja casada del mismo sexo; y (c) se entenderá que una referencia a una persona casada incluye una referencia a una persona que está casada con una persona del mismo sexo". La ley entró en vigor el 13 de marzo de 2014, y las primeras ceremonias de matrimonio entre personas del mismo sexo en Inglaterra tuvieron lugar el 29 de marzo de 2014. Como la Ordenanza sobre el Matrimonio de 1949 no proporciona una definición de matrimonio, todas las referencias al matrimonio y a los cónyuges casados se consideran se aplica a parejas del mismo sexo.
El Ministerio de Relaciones Exteriores y de la Mancomunidad de Naciones solo actualizó su página web de consejos de viaje para incluir una nota al respecto en 2018, y confirmó que hasta enero de 2018 no se habían celebrado bodas entre personas del mismo sexo en las Islas Georgias del Sur y Sandwich del Sur. En las islas sólo se pueden celebrar matrimonios civiles, ya que no hay ministros de religión presentes en las islas. Cualquier matrimonio celebrado en el territorio se reconoce automáticamente en el Reino Unido. La ceremonia matrimonial debe tener lugar dentro de los tres meses siguientes a la expedición de la licencia de matrimonio. Todos los matrimonios deben celebrarse en las cercanías de Grytviken, siendo la Iglesia Anglicana Noruega un lugar popular para las ceremonias.